# Svojšice (district de Příbram)
Pour les articles homonymes, voir Svojšice.
Svojšice (en allemand : Swojschitz) est une commune du district de Příbram, dans la région de Bohême-Centrale, en République tchèque. Sa population s'élevait à 113 habitants en 2020.

## Géographie
Svojšice se trouve à 7 km à l'est-nord-est de Březnice, à 13 km au sud-sud-est de Příbram et à 63 km au sud-ouest de Prague.
La commune est limitée par Těchařovice et Zbenice au nord, par Chraštice à l'est, par Mirovice au sud, et par Nestrašovice et Tušovice à l'ouest.

## Histoire
La première mention écrite de la localité date de 1012.

## Administration
La commune se compose de deux quartiers :
- Svojšice
- Kletice

## Transports
Par la route, Svojšice se trouve à 8 km de Březnice, à 18 km de Příbram et à 71 km de Prague.